# Shen Rong
Shen Rong (chinesisch 谌容, Pinyin Chén Róng, * Oktober 1935 im Kreis Wushan, Provinz Sichuan; † 4. Februar 2024 in Peking) war eine chinesische Schriftstellerin.

## Leben
Shen Rong wurde als Tochter einer Lehrerin und eines Richters am Obersten Gericht geboren. Sie arbeitete ab 1952 in Chongqing als Journalistin. 1954 begann sie ein Russisch-Studium in Peking. Nach dem Studium war sie als Übersetzerin beim Rundfunk tätig. Während der Kulturrevolution wurde sie von 1969 bis 1973 auf das Land zur Arbeitsbewährung geschickt.
Mitte der 1960er Jahre schrieb sie Dramen. Es folgten Romane und Erzählungen.

## Werke (Auswahl)
- Wannian chun, Romane, 1975
- Guangming yu hei´an, Romane, 1978
- Ren dao zhongnian, Erzählung, 1980 (1982 verfilmt)
- Guanyu zaizhu guoyu wenti, Erzählung, 1981
- Zhenzhen jiajia, Erzählung, 1982
- Tunse de xin, Erzählung, 1982
- Duzi zeshengde hei, Erzählung, 1982
- Taizicun de mimi, Erzählung, 1982